# Bengkong Indah
Bengkong Indah is een bestuurslaag in het regentschap Batam van de provincie Riouwarchipel, Indonesië. Bengkong Indah telt 21.124 inwoners (volkstelling 2010).